# Calle 100 (Bogotá)
La Calle 100 (conocida formalmente como Avenida Carlos Lleras Restrepo entre la Carrera Séptima y la Autopista Norte, y Avenida España entre la última y la Avenida 68) es una arteria del norte de Bogotá, la capital de Colombia. Sirve como límite entre las localidades de Usaquén con Chapinero, y Suba con Barrios Unidos.

## Trazado
Inicia su recorrido en los cerros Orientales de la ciudad, en la carrera Séptima mediante un puente vehicular, continúa su recorrido hacia el Occidente, pasando por la carrera 11, en la carrera 15 y la 19, pasa sobre la Autopista Norte elevándose por otro vehicular. Luego se cruza con la Avenida Suba mediante un semáforo y se convierte en la Avenida 68 a la altura de La Floresta, más específicamente en la intersección de ambas vías con las carreras 67A (al sur de la intersección) y 68A (al norte).
Históricamente, su trazado se extendía hacia el suroccidente, siguiendo el trazado de la actual Avenida 68 hasta la Calle 80.
En el cruce de esta vía con la carrera 15 y la Avenida Novena quedaba un monumento que conmemoraba la ayuda de Colombia en la guerra de Corea. El puente de la carrera 15 se trasladó el monumento a la sede central de la Universidad Militar Nueva Granada, dándole paso subterráneo a la Novena.
Finalmente, en 2011 se construyó un puente sobre la intersección de la calle 100 con la carrera 15.

## Troncal de TransMilenio
En 2017 se anunció que esta vía contará con TransMilenio desde la Avenida Carrera 68 con Autopista Sur hasta la Carrera y sus obras comenzaron en 2021, siendo la troncal más larga de todo el sistema con un total de 17 kilómetros, donde se construirán 542.000 metros cuadrados de espacio público.
En la Calle 100 quedarán cuatro de las 20 estaciones de la Troncal Avenida 68 en las siguientes ubicaciones:

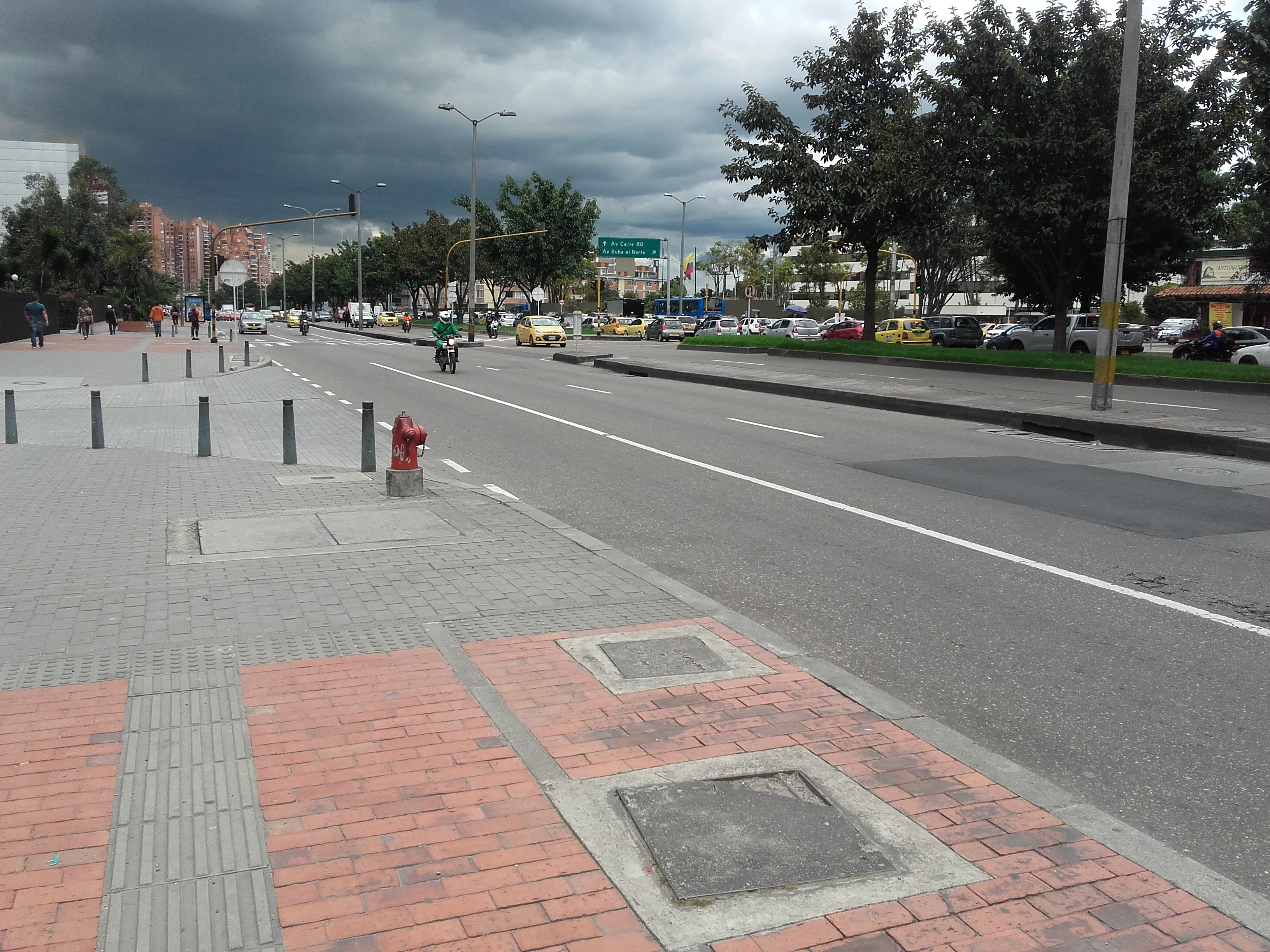
Calle 100 cerca de la autopista Norte

## Sitios importantes en la vía
- América Centro Mundial de Negocios (Usaquén)
- World Trade Center (Chapinero)
- Edificio de La Equidad Seguros (Chapinero)
- Universidad Militar Nueva Granada (Usaquén)
- Migración Colombia (Chapinero)
- Embajada de Chile (Usaquén)
- Hotel Bogotá 100 (Usaquén)
- Hotel Andes Plaza (Usaquén)
- Hotel Bogotá Plaza (Usaquén)
- Clínica Barraquer - Instituto Barraquer de América (Chapinero)
- Parroquia Cristo Rey (Chapinero)
- Centro de Dianética y Cienciología de Bogotá (Usaquén)
- Hotel Cosmos 100 (Chapinero)
- Embajada de Marruecos (Chapinero)
- Centro comercial Iserra 100 (Barrios Unidos)
- Cerca de la vía quedan las estaciones de TransMilenio: Calle 100 - Marketmedios (Autopista Norte, línea B) (Chapinero-Barrios Unidos) y Suba - Calle 100 (Avenida Suba, línea C)